# Michael Kuchmiak
Michael Kuchmiak CSsR (ukrainisch Михайло Кучмяк Mychajlo Kutschmjak; * 5. Februar 1923 in Obertyn, Ukraine; † 26. August 2008 in Saskatoon, Saskatchewan, Kanada) war Bischof der mit Rom unierten griechisch-katholischen Kirche der Ukraine und Apostolischer Exarch für Großbritannien.

## Leben
Michael Kuchmiak verließ die Ukraine nach dem Zweiten Weltkrieg und studierte am ukrainischen St. Josaphat Seminar in Rom (1945–1946) und am St. Mary’s Seminar in Meadowvale, Ontario. 1954 wurde er kanadischer Staatsbürger. Er trat der Ordensgemeinschaft der Redemptoristen bei und empfing am 13. Mai 1956 die Priesterweihe. Nach Tätigkeit als Superior des Seminars der Redemptoristen in Yorkton, Saskatchewan, war er ab 1967 in den USA tätig und von 1975 bis 1987 Pfarrer der ukrainischen Gemeinde St. John the Baptist in Newark, New Jersey.
Papst Johannes Paul II. ernannte ihn 1988 zum Titularbischof von Agathopolis und bestellte ihn zum Weihbischof in der Erzeparchie Philadelphia. Die Bischofsweihe spendete ihm am 27. April 1988 Erzbischof Stephen Sulyk, der Metropolit der Erzeparchie Philadelphia; Mitkonsekratoren waren Maxim Hermaniuk CSsR, Erzbischof der Eparchie Winnipeg, und Innocent Hilarion Lotocky OSBM, Bischof der Eparchie St. Nikolaus in Chicago.
Am 11. Juli 1989 erfolgte die Ernennung zum Apostolischen Exarch des Apostolischen Exarchat für Großbritannien.
Im Jahr 2003 nahm Papst Johannes Paul II. das mit dem Verweis auf sein Alter begründete Rücktrittsgesuch Kuchmiaks an.